# Habjanič
Habjanič je priimek v Sloveniji, ki ga je po podatkih Statističnega urada Republike Slovenije na dan 1. januarja 2010 uporabljalo 683 oseb.

## Znani nosilci priimka
- Branko Habjanič (*1985), hokejist
- Gregor Habjanič, pevec basist
- Jernej Habjanič (1939—2000), glasbeni pedagog, zborovodja
- Marlenka Habjanič (r. Kiker), arhitektka in konservatorka
- Oskar Habjanič, kustos, muzealec (zgodovinar)
- Srečko Habjanič (*1963),  vojaški pilot, polkovnik SV